# Slamflugor (Eristalinus)
Slamflugor (Eristalinus) är ett släkte i familjen blomflugor. Även släktet Eristalis har det svenska namnet slamflugor.

## Kännetecken
Slamflugorna i detta släkte är relativt små, oftast mellan 7 och 12 millimeter. De är mörka till färgen och har karakteristiska mönster på ögonen vilket gör det lätt att skilja dem från arter i andra släkten. Det kan vara prickar eller ränder beroende på art. 

## Levnadssätt
Larverna utvecklas i näringsrika vattensamlingar och är av råttsvanstyp. De lever på det näringsrika slammet i vattnet. Den vuxna flugan lever på nektar från många olika sorters blommor. 

## Utbredning
Det finns cirka 100 arter av slamflugor av detta släkte i världen. De flesta arterna hittar man i den etiopiska regionen med ett 60-tal arter. I Europa är 4 arter kända varav 2 finns i Norden. Släktet finns inte i Amerika.

## Systematik

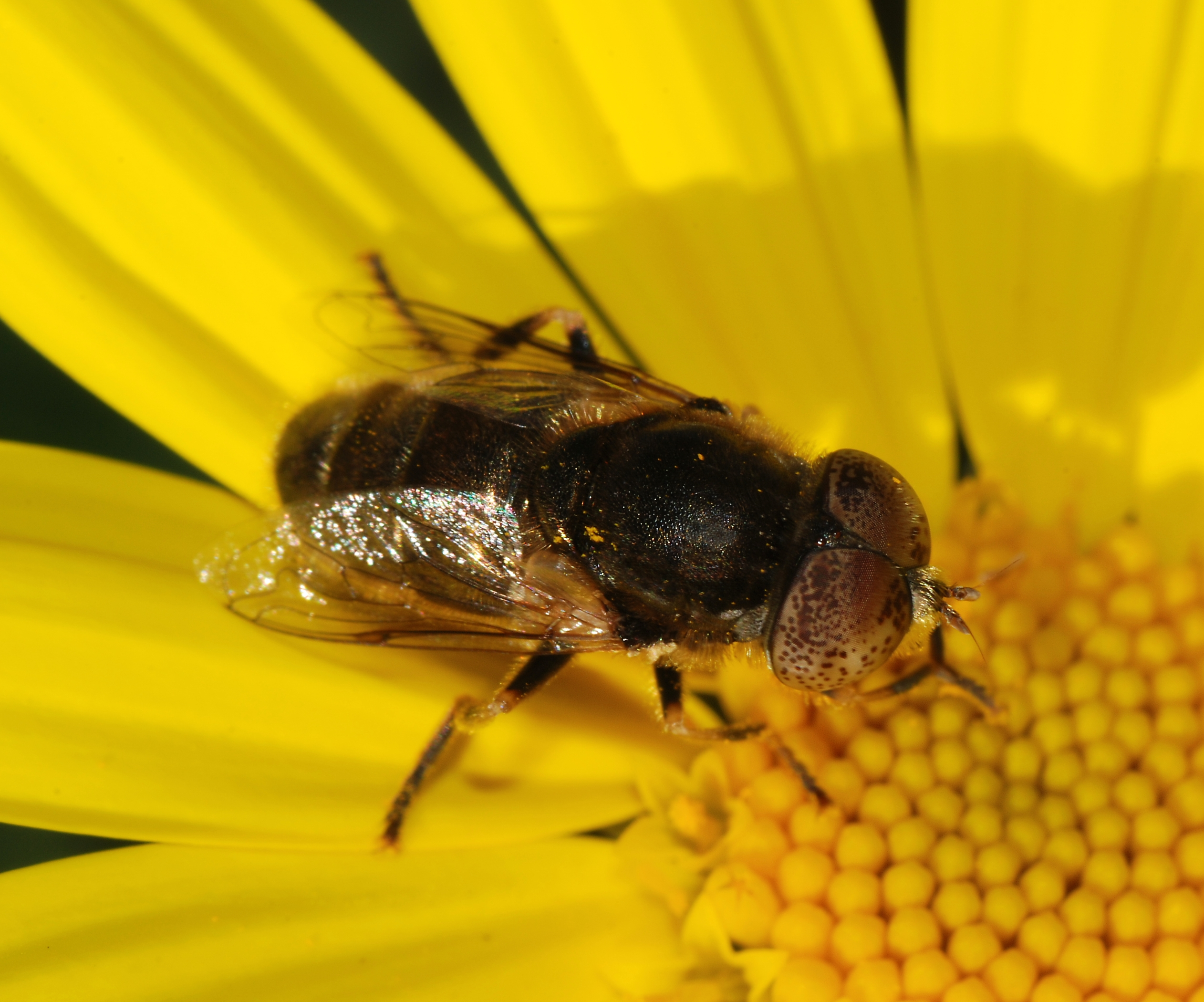
Tångslamfluga (E. aenus) hane

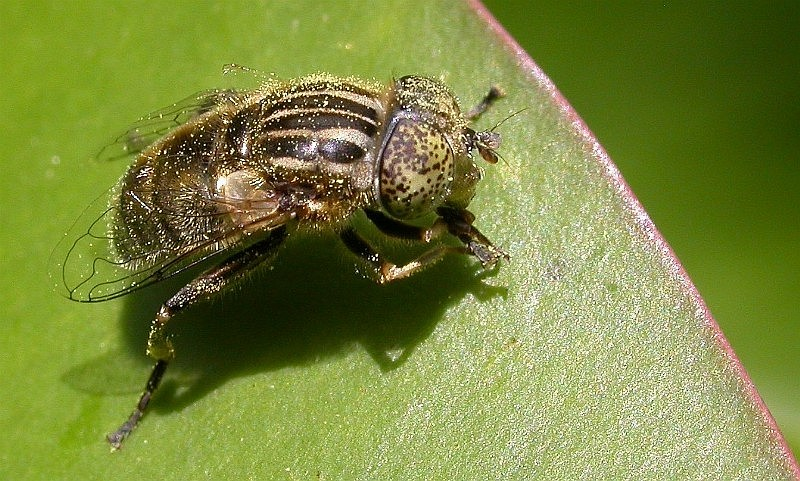
Dyngslamfluga (E. sepulchralis)

### Arter iNorden
- Tångslamfluga E. aeneus (Scopoli, 1763)
- Dyngslamfluga E. sepulchralis (Linnaeus, 1758)

### Övriga arter (urval)
Nedan följer ett urval med arter i släktet.
- E. aequalis (Adams, 1905)
- E. arvorum (Fabricius, 1787)
- E. cerealis (Fabricius, 1805)
- E. dissimilis (Adams, 1905)
- E. dubiosus (Curran, 1939)
- E. fuscicornis (Karsch, 1887)
- E. hervebazini (Kløcker, 1926)
- E. japonica (van der Goot, 1964)
- E. kyokoae (Kimura, 1986)
- E. longicornis (Adams, 1905)
- E. megacephalus (Rossi, 1794)
- E. modestus (Wiedemann, 1818)
- E. myiatropinus (Speiser, 1910)
- E. quinquelineatus (Fabricius, 1781)
- E. taeniops (Wiedemann, 1818)
- E. tarsalis (Macquart, 1855)
- E. trizonatus (Bigot, 1858)

## Etymologi
Eristalinus betyder "liknar Eristalis".